# مفطورة كلبية
مفطورة كلبية (الاسم العلمي: Mycoplasma canis) هي نوع من البكتيريا تتبع جنس المفطورة من فصيلة المفطورات.